# Liste der Monuments historiques in Saint-Quirin
Die Liste der Monuments historiques in Saint-Quirin führt die Monuments historiques in der französischen Gemeinde Saint-Quirin auf.

## Liste der Bauwerke
| Bezeichnung                                   | Beschreibung                                                                             | Standort                                | Kennzeichnung | Schutzstatus   | Datum     | Bild           |
| --------------------------------------------- | ---------------------------------------------------------------------------------------- | --------------------------------------- | ------------- | -------------- | --------- | -------------- |
| Archäologischer Fundplatz von Croix-Guillaume | gallorömische Siedlung, erstes bis drittes Jahrhundert                                   | Lettenbach, südlich des Ortes (Lage)    | PA57000027    | Inscrit        | 2003      | weitere Bilder |
| Haute-Chapelle St-Quirin                      | Wallfahrtskapelle; ab dem 13. Jahrhundert                                                | Saint-Quirin, westlich des Ortes (Lage) | PA00106990    | Inscrit        | 1986      | weitere Bilder |
| Kapelle der Glashütte Lettenbach              | 1756 erbaut                                                                              | Lettenbach, rue de la Chapelle (Lage)   | PA00106992    | Classé         | 1984      | weitere Bilder |
| Priorat St-Quirin                             | ehemalige Klostergebäude, bezeichnet 1711; Klosterkirche St-Quirin, 1722 bis 1724 erbaut | Saint-Quirin, place de l’Église (Lage)  | PA00106991    | Inscrit Classé | 1986 1994 | weitere Bilder |

## Liste der Objekte
| Bezeichnung                                                     | Beschreibung | Standort                       | Kennzeichnung | Schutzstatus | Datum | Bild           |
| --------------------------------------------------------------- | --- | ------------------------------ | ------------- | ------------ | ----- | -------------- |
| Orgel                                                           | Ensemble aus PM57000559, PM57000326 und PM57000558                                                                                           | in der Kirche St-Quirin (Lage) | PM57000755    | Classé       | 1982  | weitere Bilder |
| Orgelprospekt                                                   | 1746 von Johann Andreas Silbermann gebaut | in der Kirche St-Quirin (Lage) | PM57000559    | Classé       | 1982  | weitere Bilder |
| Instrumentalteil der Orgel                                      | 1746 von Johann Andreas Silbermann gebaut | in der Kirche St-Quirin (Lage) | PM57000326    | Classé       | 1982  | weitere Bilder |
| Orgelempore                                                     | 1722 oder 1746 gebaut | in der Kirche St-Quirin (Lage) | PM57000558    | Classé       | 1993  |                |
| Skulptur Heilige Balbina                                        | Holz, farbig gefasst und vergoldet, 18. Jahrhundert                                                                                          | in der Kirche St-Quirin (Lage) | PM57000818    | Inscrit      | 1975  |                |
| Marienaltar                                                     | linker Seitenaltar; Altartisch und Retabel; Holz, farbig gefasst und vergoldet, bezeichnet 1744; zugehörig PM57000556                        | in der Kirche St-Quirin (Lage) | PM57000555    | Classé       | 1993  |                |
| Skulptur Madonna mit Kind                                       | Holz, farbig gefasst und vergoldet, um 1744                                                                                                  | in der Kirche St-Quirin (Lage) | PM57000556    | Classé       | 1993  |                |
| Zwei Beichtstühle                                               | Eichenholz, zweite Viertel des 18. Jahrhunderts                                                                                              | in der Kirche St-Quirin (Lage) | PM57000557    | Classé       | 1993  |                |
| Kanzel                                                          | Holz, farbig gefasst und vergoldet, zweite Hälfte des 17. Jahrhunderts; zugehörig PM57000561                                                 | in der Kirche St-Quirin (Lage) | PM57000560    | Classé       | 1993  |                |
| Fünf Skulpturen                                                 | Holz, farbig gefasst und vergoldet, zweite Hälfte des 17. Jahrhunderts                                                                       | in der Kirche St-Quirin (Lage) | PM57000561    | Classé       | 1993  |                |
| Reliquienbüste des heiligen Quirinus                            | Holz, farbig gefasst, versilbert und vergoldet, Glas, 18. Jahrhundert                                                                        | in der Kirche St-Quirin (Lage) | PM57000550    | Classé       | 1993  |                |
| Sebastiansaltar                                                 | rechter Seitenaltar; Altartisch und Retabel; Holz, farbig gefasst und vergoldet, bezeichnet 1744; zugehörig PM57000554                       | in der Kirche St-Quirin (Lage) | PM57000553    | Classé       | 1993  |                |
| Skulptur Heiliger Sebastian                                     | Holz, farbig gefasst und vergoldet, um 1744                                                                                                  | in der Kirche St-Quirin (Lage) | PM57000554    | Classé       | 1993  |                |
| Skulpturengruppe Verherrlichung des heiligen Quirinus           | Ensemble aus PM57000564 bis PM57000567 | in der Kirche St-Quirin (Lage) | PM57000563    | Classé       | 1993  |                |
| Skulptur Heiliger Quirinus                                      | Sandstein, farbig gefasst, zweites Viertel des 18. Jahrhunderts                                                                              | in der Kirche St-Quirin (Lage) | PM57000564    | Classé       | 1993  |                |
| Skulptur Heiliger Benedikt                                      | Sandstein, farbig gefasst, zweites Viertel des 18. Jahrhunderts                                                                              | in der Kirche St-Quirin (Lage) | PM57000565    | Classé       | 1993  |                |
| Skulptur Heilige Scholastika                                    | Sandstein, farbig gefasst, zweites Viertel des 18. Jahrhunderts                                                                              | in der Kirche St-Quirin (Lage) | PM57000566    | Classé       | 1993  |                |
| Zwei Putti                                                      | Sandstein, farbig gefasst, zweites Viertel des 18. Jahrhunderts                                                                              | in der Kirche St-Quirin (Lage) | PM57000567    | Classé       | 1993  |                |
| Armreliquiar des heiligen Quirinus                              | Holz, farbig gefasst, versilbert und vergoldet, 18. Jahrhundert; 2014 gestohlen                                                              | in der Kirche St-Quirin (Lage) | PM57000820    | Classé       | 1991  |                |
| Wandvertäfelung                                                 | Eichenholz, zweites Viertel des 18. Jahrhunderts, später ergänzt                                                                             | in der Kirche St-Quirin (Lage) | PM57000821    | Inscrit      | 1991  |                |
| Kronleuchter                                                    | Bleikristall, um 1860 | in der Kirche St-Quirin (Lage) | PM57000562    | Classé       | 1993  |                |
| Skulptur Heiliger Quirinus                                      | Holz, farbig gefasst und vergoldet, 18. Jahrhundert                                                                                          | in der Kirche St-Quirin (Lage) | PM57001104    | Inscrit      | 1996  |                |
| Hauptaltar                                                      | Altartisch mit Altaraufbau und Tabernakel; Sandstein und Holz, ferbig gefasst und vergoldet, Textilien, zweites Viertel des 18. Jahrhunderts | in der Kirche St-Quirin (Lage) | PM57000817    | Inscrit      | 1975  |                |
| Armreliquiar der heiligen Balbina                               | Holz, farbig gefasst, versilbert und vergoldet, 18. Jahrhundert                                                                              | in der Kirche St-Quirin (Lage) | PM57000819    | Inscrit      | 1991  |                |
| Reliquienschrein des heiligen Quirinus und der heiligen Balbina | Holz, farbig gefasst, versilbert und vergoldet, Glas, 18. Jahrhundert                                                                        | in der Kirche St-Quirin (Lage) | PM57000549    | Classé       | 1993  |                |